# يوسف صايغ
يوسف عبد الله صايغ، (1916-2004م) هو مفكر، اقتصادي وباحث فلسطيني، وعضو في كل من المجلس الوطني الفلسطيني واللجنة التنفيذية لمنظمة التحرير الفلسطينية؛ عمل على تأسيس مركز التخطيط الفلسطيني وأداره حتى عام 1971م، ومن ثم أصبح مديرًا للصندوق القومي الفلسطيني. شارك في تأسيس عدة مؤسسات بحثية في المنطقة العربية منها مركز دراسات الوحدة العربية. 

## نشأته وسيرته التعليمية والمهنية
ولد عام 1916 في سورية، وانتقلت عائلته عام 1924 إلى البوسيح في قضاء طبريا ثم إلى طبريا عام 1930. ووالده القسّ عبد الله الصايغ، وأشقاؤه فايز صايغ وأنيس صايغ وتوفيق صايغ. تلقى تعليماً مدرسياً في صيدا، ودرس إدارة الأعمال في الجامعة الأمريكية في بيروت وتخرج عام عام 1938.
وفي عام 1939 عمل مدرسًا في مدرسة خاصة في العراق، وعاد في عام 1940 إلى فلسطين وعمل مساعدًا لمدير عام شركة الحمة للينابيع المعدنية المحدودة بالقرب من طبريا، وفي عام 1943 عمل مديرًا لفندق طبريا حتى عام 1944م ليتوجه إلى مدينة القدس ليعمل في منظمة تعنى بشركات وتعاونيات الادخار ومكافحة التضخم، وبعد بضعة أشهر عمل مديرًا لفرع شركة «سابا» في مدينة القدس، ثم شغل منصب المدير المالي في صندوق الهيئة العربية العليا في فلسطين، أسر في حرب 1948 وأمضى تسعة شهور في معسكر لأسرى الحرب. بعد إطلاق سراحه عاد إلى الجامعة الأمريكية بيروت شهادة ماجستير في الاقتصاد في 1952، ثم توجه عام 1954 بمنحة دراسية إلى الولايات المتحدة الأمريكية ونال شهادة الكتوراه في الاقتصاد السياسي من جامعة جونز هوبكنز في 1957. عاد إلى لبنان، ليعمل أستاذاً مشاركاً في قسم الاقتصاد في الجامعة الأمريكية، وكان أستاذاً زائراً في جامعة هارفارد في الأعوام 1959-1960، وجامعة برينستون عام 1960، وتولى إدارة معهد أبحاث الاقتصاد في الجامعة الأمريكية في بيروت في الأعوام 1962-1964، ثم نال مقعد أستاذية قسم الاقتصاد في 1963، وظل فيها حتى تقاعده المبكر عام 1974.
عمل أيضاً مستشاراً للحكومة الكويتية في الأعوام 1964-1965 وقدّم خطة تطوير للدولة، ومستشاراً لمنظمة اوبك، ولمنظمة الأغذية والزراعية (الفاو) (1973-1977)، ومنظمة تطوير الصناعة العربية؛ كان عضواً مؤسساً في المركز لدراسات الوحدة العربية في بيروت منذ 1976، وفي منتدى الفكر العربي في الأردن، وفي منتدى البحث الاقتصادي للدول العربية، إيران وتركيا من (1993-1996)، وترأس جمعية القاهرة للأبحاث الاقتصادية في الأعوام 1992-1995.
تزوج من روزماري صايغ استاذة التاريخ الشفهي والأنثروبولوجيا بالجامعة الأميركية في بيروت، وولده يزيد صايغ باحث رئيسي في مركز مالكوم كير– كارنيغي للشرق الأوسط.

## سيرته السياسية
تردد على منزل أسرته في طبريا غسان تويني وهشام شرابي وفؤاد النجار ويوسف سلامة وأنطون سعادة، ومال وإخوته إلى الفكر القومي السوري ودخلوا في مساجلات مع الشيوعيين أمثال إميل حبيبي وإميل توما وحنا نقارة ومخلص عمرو وصليبا خميس، والتحق بالحزب السوري القومي الاجتماعي في فترة الدراسة في بيروت وترأس فرعه في فلسطين الانتدابية.
في عام 1964 كان يوسف الصايغ أحد أعضاء المجلس الوطني الفلسطيني الأول المنعقد في مدينة القدس، وأسّس مركز تخطيط منظمة التحرير في 1968 وتولى إدارته حتى العام 1971، وكان عضواً في اللجنة التنفيذية لمنظمة التحرير الفلسطينية في الأعوام 1968-1974، وأميناً للصندوق القومي الفلسطيني في الأعوام 1971-1974.
وفي عام 1990 شكل فريقًا من الاقتصاديين والخبراء لإعداد برنامج التنمية الفلسطيني، ونال في التسعينيات عضوية المجلس الوطني الفلسطيني، وعمل مستشاراً اقتصادياً لمنظمة التحرير الفلسطينية وكان المسؤول المكلف بتمثيلها لدى بنوك العالم؛ وترأس الوفد الفلسطيني (مدريد) في مفاوضات تتعلق بالتطورات الاقتصادية في (1992-1993)، وبعد التوقيع على اتفاق أوسلو وإقامة سلطة الحكم الذاتي الفلسطينية أشرف على برنامج تطوير الاقتصاد القومي الفلسطيني للأعوام 1994-2000 التي تضمنت خطة لسبع سنوات للاقتصاد الفلسطيني، وشارك في المفاوضات المتعلقة بالمساعدات الدولية للسلطة الفلسطينية، وكان عضواً في مجلس الإعمار والتنمية الفلسطيني (بكدار).

## وفاته
توفي في 12 أيار 2004. عن عمر يناهز الـ88 عاماً.

## جوائز وتكريم
منح عدة شهادات وجوائز، منها
- شهادة تقدير من معهد الكويت لبحث علمي للتمييز في ميدان التطورات الاقتصادية في العالم العربي (1981).
- لقب “العالم المميز ” في معهد أكسفورد لدراسات الطاقة (1984-1985).
- جائزة عبد الله الطريقي (2000).

## مؤلفاته
له مؤلفات باللغتين العربية والإنجليزية منها:
- الأثر الاقتصادي لمشكله اللاجئين العرب على لبنان وسوريا والأردن (1955).
- الخبز مع الكرامة: المحتوى الاقتصادي الاجتماعي للمفهوم القومي العربي (1961).
- الاقتصاد الإسرائيلي (بالإنجليزية عام 1963 وبالعربية 1966).
- الريادة في مجال الأعمال في لبنان دور قائد المشاريع في الاقتصاديات النامية (1962).
- إستراتيجية العمل لتحرير فلسطين (1968).
- اقتصاديات العالم الثالث (1978).
- محددات التنمية الاقتصادية العربية (1978).
- النفط العربي وقضية فلسطين في الثمانينات (1981).
- الاقتصاد العربي الأداء السابق وآفاق المستقبل (1982).
- سياسات النفط العربية في السبعينات (1983).
- المقومات الاقتصادية لدولة فلسطينية مستقلة (1991).
- التنمية المستعصية: من التبعية إلى الاعتماد على الذات في المنطقة العربية (1991).
- التنمية العربية: من قصور الماضي إلى هامش المستقبل (1995).[5]

## أانظر أيضًا
- روزماري صايغ
- يزيد صايغ
- أنيس صايغ
- توفيق عبد الله صايغ
- فايز صايغ